# Zaginiony świat (serial telewizyjny)
Zaginiony świat (ang. Sir Arthur Conan Doyle's The Lost World) – kanadyjsko-australijsko-nowozelandzki serial science fantasy, będący swobodna adaptacją powieści Zaginiony świat autorstwa Arthura Conana Doyle’a.

## Fabuła
Serial opisuje przygody grupy podróżników uwięzionych na tajemniczym płaskowyżu, odizolowanym od świata. Bohaterowie zmagają się z zamieszkującymi płaskowyż dzikimi tubylcami, a także niebezpiecznymi dinozaurami.

## Obsada
- Michael Sinelnikoff – prof. Arthur Summerlee (1999–2001: 23 odcinki)[4]
- Peter McCauley – prof. George Challenger (66 odcinków)
- David Orth – Ned Malone #2 (54 odcinki)
- Rachel Blakely – Marguerite Krux (66 odcinków)
- William Snow – lord John Roxton (66 odcinków)
- Lara Cox – Phoebe (2000: 1 odcinek)/Finn (2002: 8 odcinków)
- Jennifer O’Dell – Veronica Layton/Abigail Latham (66 odcinków)
- Jessica Napier – Gladys (1 odcinek)
- Marshall Napier – Drakul (1 odcinek)
- Brett Tucker – Rixxel (1 odcinek)
- Jerome Ehlers – trybun (5 odcinków)
- Nick McKinless – ojciec Trog (7 odcinków)
- Laura Vazquez – Assai (4 odcinki)
- Robert Coleby – dr William Maple-White (4 odcinki)
- Lani John Tupu – Capicotchi, główny przewodnik (4 odcinki)
- Brad McMurray – Jante (4 odcinki)
- George Henare – wódz Jacoba (3 odcinki)
- Steven Vidler – kpt. Mark Askwith (2 odcinki)
- Rod Mullinar – Bokra (2 odcinki)
- Catherine Wilkin – Jessie Challenger (2 odcinki)
- Christopher Morris – Kirin (2 odcinki)
- Jean-Marc Russ – przywódca Prin (2 odcinki)
- Shanyn Asmar – Calista (2 odcinki)
- William deVry – Ned Malone #1 (2 odcinki)
- Jason Chong – Roac (2 odcinki)
- Julian Garner – por. Philip James Drummond (2 odcinki)
- Jeremy Callaghan – Alex Linden (2 odcinki)
- Belinda Gavin – Josie (2 odcinki)
- Wayne Pygram – kpt. Tark (2 odcinki)
- Carl Snell – Wyrocznia (2 odcinki)
- Brett Arthur – Maxor (2 odcinki)
- Rio Nugara – Alvar (2 odcinki)
- Mick Roughan – Brine (2 odcinki)
- Adrian Brown – szef Zanga (2 odcinki)
- Chas Green – pijany London (2 odcinki)
- Arna-Maria Winchester – królowa Hagen (2 odcinki)
- Robert Díaz – opiekun (2 odcinki)
- Dawn Klingberg – staruszka (2 odcinki)
- Laslo Racz – wódz (2 odcinki)